# 白克明
白克明（1943年10月—），陕西省靖边县人；哈尔滨军事工程学院导弹工程系毕业。1975年加入中国共产党；是中共第十六届中央委员。曾任人民日報社長、中共海南省委書記、河北省委書記、第十一届全国人大常委会委员、全國人大教育科學文化衛生委員會主任委員等職。

## 从政经历

### 起步
白克明是原一機部副部長白堅的兒子；1968年至1970年文化大革命期間被下放到黑龙江省军区“五七干校”劳动锻炼，后被分配到黑龙江省冶金地质局科技处工作；1970年调入哈尔滨船舶工程学院二系，擔任教师。1973年返回陕西；并先后在陕西省国防工办科研部、二机局工作。其间，在1977年2月到1978年5月被外借调往二机部工作。

### 攀升
1978年，白克明正式留在北京工作，并进入国家教育委员会办公厅，历任副处长、处长、办公厅副主任等职；其间在1983年12月到1985年5月獲借调到中央整党工作指导委员会办公室政策研究组工作；1989年1月出任国务院研究室教科文卫局局长。1993年1月转任中共中央宣传部秘书长；三个月后，升任中宣部副部长。2000年3月，白克明又出任中共中央办公厅副主任；同年6月起，出任《人民日报》社社长。

### 外放
2001年8月，中共中央任命白克明出任中共海南省委书记；同年9月，在海南省第二届人民代表大会第五次会议上，他又当选为海南省人大常委会主任。一年后，即2002年11月，白克明又转任中共河北省委书记；并在2003年1月召开的河北省第十届人民代表大会第一次会议上，当选为河北省人大常委会主任。

### 退休
因年龄到限，2007年8月，白克明被宣布免去中共河北省委書記的职务；同时，被任命為全國人大教科文衛委員會副主任委員。2008年3月，在第十一屆全国人大第一次会议上，白克明当选为全国人大常委會委員兼全國人大教科文衛委員會主任委員。